# Редстоун, Самнер
Самнер Мюррей Редстоун (англ. Sumner Murray Redstone, 27 мая 1923 — 11 августа 2020) — американский юрист и  предприниматель.

## Биография
Самнер Ротштейн (в 17 лет англицировал на Редстоун) родился 27 мая 1923 года в Бостоне, штат Массачусетс, в еврейской семье. Его отец Майкл Ротштейн был владельцем Northeast Theater Corporation в Дедхэме. Мать — Бэлл (в девичестве Островская).
Окончил Латинскую Бостонскую школу, затем получил степень бакалавра в Гарвардском колледже. Во время Второй мировой войны служил в отряде, занимающимся расшифровкой сообщений японской армии. После войны работал в Вашингтоне, округ Колумбия, и одновременно посещал Школу права  Джорджтаунского университета.
После окончания юридического факультета и получения сначала степени бакалавра, а затем и доктора юриспруденции, работал преимущественно в Вашингтоне, сначала на Департамент юстиции, а затем организовал частную практику. Но через несколько лет решил оставить юридическую практику и присоединился к бизнесу своего отца, компании National Amusements.
Активы:
- National Amusements — теле- кино-театральная компания, владеет кинотеатрами и теле-радиосетями (материнская компания к своей дочерней ViacomCBS)
- Дочерняя компания медиаконгломерат Viacom, включающий в себя кабельные и спутниковые телевизионные сети MTV Networks и BET, канал Nickelodeon, также занимается созданием и распространением фильмов (Paramount Pictures и DreamWorks). Реорганизована путем слияния с CBS Corporation в 2019 г.
- Дочерняя компания CBS Corporation (чит. «Си-Би-Эс корпорейшн», полн. Columbia Broadcasting System Corporation) — американский медиахолдинг, включающий в себя теле- и радиовещательный, издательский и рекламный бизнес. Реорганизована путем слияния с Viacom в 2019 г

25 ноября Viacom и CBS объявили, что слияние завершится 4 декабря, а 5 декабря уже начались торги NASDAQ. В конце 2019 г. медиакомпании Viacom и CBS Corporation объединены путем слияния в одну компанию ViacomCBS, слияние официально завершено 4 декабря 2019 года.
В 1999 году развелся со своей первой женой Филлис Глорией Рафаэль. От этого брака у них остались двое детей: Шэри и Брент. Шэри Редстоун в конце 2007 года заняла пост председателя совета директоров компании Midway.
В 2002—2009 годах был женат на Пауле Фортунатто, бывшей учительнице начальных классов, которая моложе его на 40 лет.
На август 2017 года состояние Редстоуна оценивается в 5,1 млрд долларов.
Редстоун ранее был исполнительным председателем как CBS, так и Viacom. В феврале 2016 года, в возрасте 92 лет, Редстоун подал в отставку с обоих постов председателя после назначенного судом обследования у гериатрического психиатра. На обоих постах его сменили Лес Мунвес из CBS Corporation и Филипп Дауман из Viacom. Но в конечном счете после слияния CBS и Viacom они лишились своих должностей, а Редстоун стал почетным председателем вновь объединенной корпорации ViacomCBS.